# Nghi Sơn
Nghi Sơn là một phường thuộc tỉnh Thanh Hóa, Việt Nam.
Được thành lập ngày 16 tháng 6 năm 2025 trên cơ sở các xã, phường Hải Thượng, Hải Hà, Nghi Sơn của thị xã Nghi Sơn, phường Nghi Sơn chính thức hoạt động từ ngày 1 tháng 7 năm 2025.

## Địa lý
Phường Nghi Sơn nằm ở cực nam đường bờ biển tỉnh Thanh Hóa, có vị trí địa lý:
- Phía đông giáp vịnh Bắc Bộ
- Phía bắc giáp phường Hải Bình
- Phía tây giáp xã Trường Lâm
- Phía nam giáp tỉnh Nghệ An.

Phường Nghi Sơn có diện tích tự nhiên 42,82 km², quy mô dân số năm 2024 là 32.939 người, mật độ dân số đạt 769 người/km².

## Lịch sử
Địa giới hành chính phường Nghi Sơn trước đây vốn là các xã, phường Hải Thượng, Hải Hà, Nghi Sơn, nằm ở cực nam của thị xã Nghi Sơn.
Ngày 16 tháng 6 năm 2025, thị xã Nghi Sơn bị giải thể do bỏ cấp huyện; phường Nghi Sơn được thành lập theo Nghị quyết số 1686/NQ-UBTVQH15 của Ủy ban Thường vụ Quốc hội trên cơ sở sáp nhập toàn bộ diện tích tự nhiên và quy mô dân số của phường Hải Thượng cùng 2 xã Hải Hà, Nghi Sơn.
Phường này chính thức hoạt động từ ngày 1 tháng 7 năm 2025, là đơn vị hành chính trực thuộc tỉnh Thanh Hóa.

## Hành chính
Phường Nghi Sơn có 21 tổ chức tự quản. Dưới đây là danh sách các tổ chức tự quản theo địa giới từng xã, phường cũ:
| Mã    | Tên phường | Hành chính   | Hành chính                                                                              |
| Mã    | Tên phường | Số lượng     | Danh sách                                                                               |
| ----- | ---------- | ------------ | --------------------------------------------------------------------------------------- |
| 16654 | Hải Thượng | 9 tổ dân phố | Bắc Hải, Cao Bắc, Cao Nam, Liên Đình, Liên Hải, Liên Sơn, Liên Trung, Nam Hải, Ngọc Sơn |
| 16657 | Nghi Sơn   | 4 thôn       | Bắc Sơn, Nam Sơn, Thanh Sơn, Trung Sơn                                                  |
| 16660 | Hải Hà     | 8 thôn       | Hà Bắc, Hà Đông, Hà Nam, Hà Phú, Hà Tân, Hà Tây, Hà Thành, Hà Trung                     |

## Xã Nghi Sơn trước 16/6/2025

### Địa lý
Nghi Sơn là một xã đảo nằm ở phía đông nam thị xã Nghi Sơn, có vị trí địa lý:
- Phía tây giáp phường Hải Thượng và xã Hải Hà
- Các phía còn lại giáp Biển Đông.

Xã Nghi Sơn nằm trên đảo Biện Sơn, có diện tích 3,07 km², trong đó đất nông nghiệp chỉ khoảng 20 ha, dân số năm 1999 là 6.463 người, mật độ dân số đạt 2.105 người/km², người dân chủ yếu sinh sống bằng nghề đánh bắt hải sản.

### Lịch sử
Xã Nghi Sơn được thành lập vào ngày 14 tháng 12 năm 1984 trên cơ sở đảo Biện Sơn thuộc xã Hải Thượng.
Ngày 22 tháng 4 năm 2020, Ủy ban Thường vụ Quốc hội ban hành Nghị quyết số 933/NQ-UBTVQH14 thành lập thị xã Nghi Sơn trên cơ sở toàn bộ diện tích và dân số của huyện Tĩnh Gia. Xã Nghi Sơn thuộc thị xã Nghi Sơn như hiện nay.